# إدارة بايا فيراباز
إدارة بايا فيراباز (بالإنجليزية: Baja Verapaz Department)‏ هي من إدارات غواتيمالا، تتبع غواتيمالا، عاصمتها سالاما، تبلغ مساحتها 3124.0 كيلومتر مربع.وعدد سكانها 299476 نسمة.